# Frits van Daalen (1863-1930)

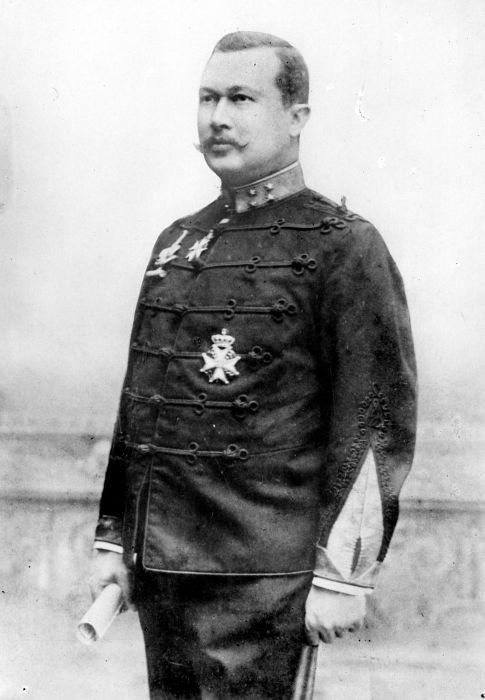
Frits van Daalen rond 1910.

Gotfried Coenraad Ernst van Daalen (Makassar, 23 maart 1863 - Den Haag, 22 februari 1930), beter bekend als Frits van Daalen, was een Nederlandse militair en politicus. Hij werd vernoemd naar zijn Nederlandse vader Gotfried Coenraad Ernst (Frits) van Daalen en diende als generaal in het Koninklijk Nederlandsch-Indisch Leger (KNIL).
Hij studeerde af aan de Koninklijke Militaire Academie te Breda en beklom als jonge officier de rang van luitenant. Vervolgens werd hij in 1894 bevorderd tot kapitein. Één jaar later keerde Van Daalen terug naar zijn geboorteland Nederlands-Indië en nam deel aan de aldaar woedende oorlog in het sultanaat Atjeh. Vanwege zijn verrichtingen tijdens de Atjehoorlog werd Van Daalen bekroond met verschillende militaire onderscheidingen voor bewezen moed. Zo werd hij benoemd tot ridder in de Militaire Willems-Orde in 1890, ontving hij de Eresabel van de Nederlandse monarch in 1897, gevolgd door de titel officier in de Militaire Willems-Orde in 1898. Mede dankzij zijn harde aanpak tijdens de laatste fasen van de Atjehoorlog (bijvoorbeeld in Koetö Réh op 14 juni 1904, en ondanks de bezwaren van C. Snouck Hurgronje tegen zijn karakter, werd hij benoemd tot gouverneur van Atjeh. Als zodanig oefende Van Daalen deze functie uit tussen 1905 en 1908. Nadien werd hij in 1909 bevorderd tot de rang van luitenant-generaal en vervolgens tot commandant van het KNIL in 1910. Vier jaar later vestigde Van Daalen zich permanent in Nederland, waar hij met pensioen ging.
Van Daalen vervulde een doorslaggevende rol in de Atjehoorlog door nietsontziend de tactiek van de verschroeide aarde te volgen. Om het verzet in Atjeh te breken verwoestte Van Daalen dorpen in Atjeh waarbij ten minste 2.900 Atjehers de dood vonden onder wie 1.150 vrouwen en kinderen.

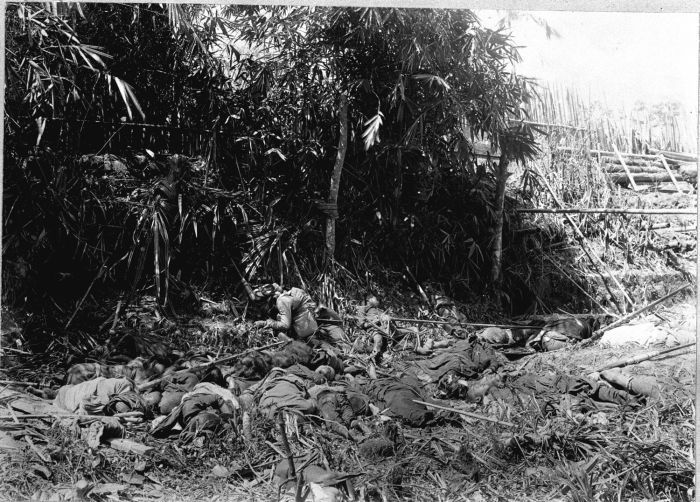
Kampong Lahat na inname door de troepen van Van Daalen (juni 1904)
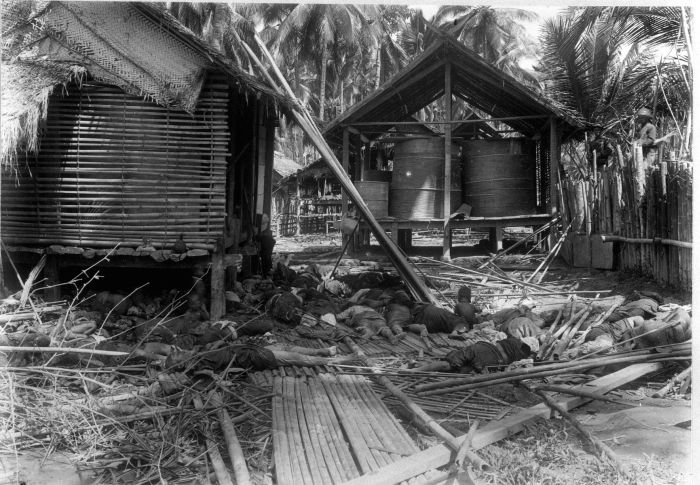
Kampong Lahat na inname door de troepen van Van Daalen (juni 1904)
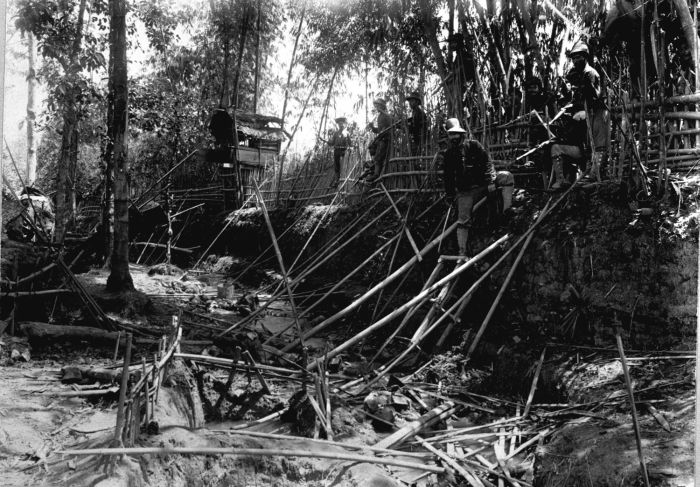
Kampong Penosan na inname door de troepen van Van Daalen (1904)
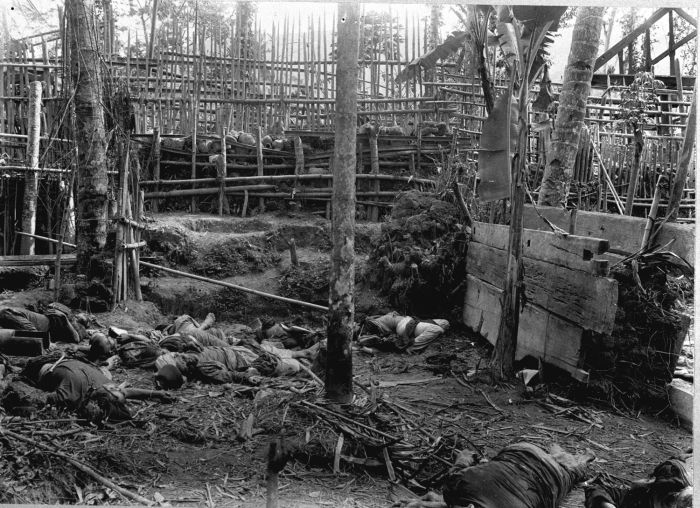
Kuta Reh na inname door de troepen van Van Daalen (juni 1904)

## Publicaties over Van Daalen
- Vilan van de Loo: De Atjeh-generaal. Het militaire leven van Frits van Daalen. Amsterdam, Uitgeverij Prometheus, 2024. ISBN 9789044654554
- Bouman B. 1997. "G.C.E. van Daalen", in: G. Teitler dan W. Klinkert (red.), Kopstukken uit de krijgsmacht. Nederlandse vlag- en opperofficieren, 1815-1955, Amsterdam: De Bataafsche Leeuw, p. 161-180.
- Kempees JCJ. 1904. De tocht van Overste Van Daalen door de Gajo-, Alas- en Bataklanden, 8 februari tot 23 juli 1904. Amsterdam: J. C. Dalmeijer.
- Wekker. 1907. Hoe beschaafd Nederland in de twintigste eeuw vrede en orde schept op Atjeh, Den Haag: Avondpostdrukkerij.